# Robogândăcelul
Robogândăcelul este un serial canadian de desene animate. În România, serialul s-a difuzat pe Fox Kids, din 2002 până în 2005, iar pe Jetix din 2005 până în 2007. În 2007 a fost scos din grilă definitiv.